# Дейв Арчибальд
Дейв Арчибальд (англ. Dave Archibald, нар. 14 квітня 1969, Чілівак) — канадський хокеїст, що грав на позиції крайнього нападника. Грав за збірну команду Канади.

## Ігрова кар'єра
Хокейну кар'єру розпочав 1983 року в ЗХЛ.
1987 року був обраний на драфті НХЛ під 6-м загальним номером командою «Міннесота Норт-Старс». 
Протягом професійної клубної ігрової кар'єри, що тривала 14 років, захищав кольори команд «Міннесота Норт-Старс», «Нью-Йорк Рейнджерс», «Оттава Сенаторс», «Нью-Йорк Айлендерс», «Франкфурт Лайонс» та «Лінчепінг».
Загалом провів 328 матчів у НХЛ, включаючи 5 ігор плей-оф Кубка Стенлі.
Виступав за збірну Канади.

## Нагороди та досягнення
- Срібний призер чемпіонату світу 1991.
- Срібний призер Олімпійських ігор 1992.

## Статистика

### Клубні виступи
| Сезон        | Клуб                    | Ліга         | Регулярний сезон | Регулярний сезон | Регулярний сезон | Регулярний сезон | Регулярний сезон | Плей-оф | Плей-оф | Плей-оф | Плей-оф | Плей-оф |
| Сезон        | Клуб                    | Ліга         | І                | Г                | П                | О                | ШХ               | І       | Г       | П       | О       | ШХ      |
| ------------ | ----------------------- | ------------ | ---------------- | ---------------- | ---------------- | ---------------- | ---------------- | ------- | ------- | ------- | ------- | ------- |
| 1983–84      | «Портленд Вінтергокс»   | ЗХЛ          | 7                | 0                | 1                | 1                | 2                | —       | —       | —       | —       | —       |
| 1984–85      | «Портленд Вінтергокс»   | ЗХЛ          | 47               | 7                | 11               | 18               | 10               | 3       | 0       | 2       | 2       | 0       |
| 1985–86      | «Портленд Вінтергокс»   | ЗХЛ          | 70               | 29               | 35               | 64               | 56               | 15      | 6       | 7       | 13      | 11      |
| 1986–87      | «Портленд Вінтергокс»   | ЗХЛ          | 65               | 50               | 57               | 107              | 40               | 20      | 10      | 18      | 28      | 11      |
| 1987–88      | «Міннесота Норт-Старс»  | НХЛ          | 78               | 13               | 20               | 33               | 26               | —       | —       | —       | —       | —       |
| 1988–89      | «Міннесота Норт-Старс»  | НХЛ          | 72               | 14               | 19               | 33               | 14               | 5       | 0       | 1       | 1       | 0       |
| 1989–90      | «Флінт Спірітс»         | ІХЛ          | 41               | 14               | 38               | 52               | 16               | 4       | 3       | 2       | 5       | 0       |
| 1989–90      | «Міннесота Норт-Старс»  | НХЛ          | 12               | 1                | 5                | 6                | 6                | —       | —       | —       | —       | —       |
| 1989–90      | «Нью-Йорк Рейнджерс»    | НХЛ          | 19               | 2                | 3                | 5                | 6                | —       | —       | —       | —       | —       |
| 1992–93      | «Бінгхемптон Рейнджерс» | АХЛ          | 8                | 6                | 3                | 9                | 10               | —       | —       | —       | —       | —       |
| 1992–93      | «Оттава Сенаторс»       | НХЛ          | 44               | 9                | 6                | 15               | 32               | —       | —       | —       | —       | —       |
| 1993–94      | «Оттава Сенаторс»       | НХЛ          | 33               | 10               | 8                | 18               | 14               | —       | —       | —       | —       | —       |
| 1994–95      | «Оттава Сенаторс»       | НХЛ          | 14               | 2                | 2                | 4                | 19               | —       | —       | —       | —       | —       |
| 1995–96      | «Юта Гріззліс»          | ІХЛ          | 19               | 1                | 4                | 5                | 10               | —       | —       | —       | —       | —       |
| 1995–96      | «Оттава Сенаторс»       | НХЛ          | 44               | 6                | 4                | 10               | 18               | —       | —       | —       | —       | —       |
| 1996–97      | «Франкфурт Лайонс»      | ДХЛ          | 34               | 10               | 19               | 29               | 48               | —       | —       | —       | —       | —       |
| 1996–97      | «Нью-Йорк Айлендерс»    | НХЛ          | 7                | 0                | 0                | 0                | 4                | —       | —       | —       | —       | —       |
| 1997–98      | «Сан-Антоніо Драгонс»   | ІХЛ          | 55               | 11               | 21               | 32               | 10               | —       | —       | —       | —       | —       |
| 1998–99      | «Юта Гріззліс»          | ІХЛ          | 76               | 23               | 25               | 48               | 32               | —       | —       | —       | —       | —       |
| 1999–00      | «Юта Гріззліс»          | ІХЛ          | 27               | 7                | 4                | 11               | 10               | 5       | 0       | 0       | 0       | 0       |
| 1999–00      | «Лінчепінг»             | Елітсерія    | 21               | 5                | 4                | 9                | 18               | —       | —       | —       | —       | —       |
| Усього в НХЛ | Усього в НХЛ            | Усього в НХЛ | 323              | 57               | 67               | 124              | 139              | 5       | 0       | 1       | 1       | 0       |

### Збірна
| Рік              | Команда          | Турнір           |    | І  | Г  | П  | О  | ШХ |
| ---------------- | ---------------- | ---------------- | -- | -- | -- | -- | -- | -- |
| 1990–91          | Канада           | ММ               | 29 | 19 | 12 | 31 | 20 |    |
| 1991–92          | Канада           | ММ               | 58 | 20 | 43 | 63 | 64 |    |
| Усього за збірні | Усього за збірні | Усього за збірні | 87 | 39 | 55 | 94 | 84 |    |